# Teodora di Alessandria
Teodora di Alessandria (... – 491) è stata una monaca cristiana e santa bizantina, madre del deserto, che aveva sposato un governatore romano d'Egitto.

## Agiografia

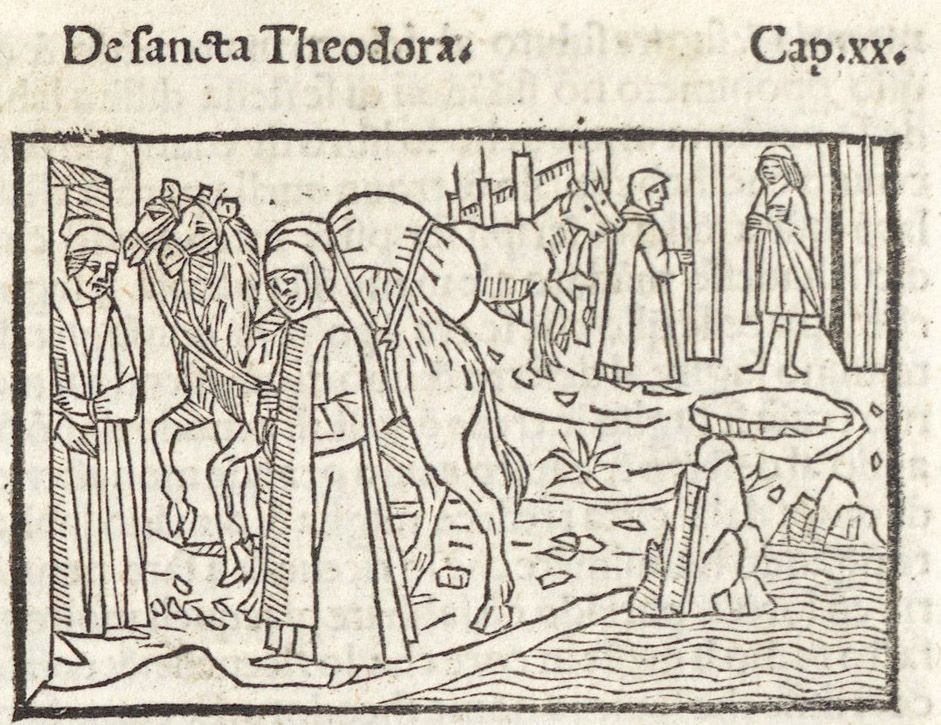
Teodora di Alessandria nella Legenda Aurea (1497)

Per eseguire come si deve la penitenza per un peccato da lei commesso, si travestì da maschio per poter entrare a far parte di un monastero situato nella Tebaide (Egitto). La sua autentica identità femminile è stata scoperta solamente dopo la morte, avvenuta nel 491.
Una rara immagine di Teodora pervenutaci dall'arte occidentale è una stampa del pittore ed incisore Bernardino Capitelli (oggi a Vienna alla "Graphische Sammlung Albertina"), realizzato nel 1627 per Teodora Costa Dal Pozzo: mostra la santa di Alessandria d'Egitto travestita da monaco mentre si prende cura del bambino di cui era stata accusata di essere "il padre".
Una giovane donna, per spiegare il suo stato di gravidanza, l'aveva indicata come responsabile; espulsa dal monastero, per sette anni badò al piccolo prendendosene cura.
La sua festa si celebra l'11 di settembre.